# Galtjoch
De Galtjoch is een 2109 meter hoge bergtop bij Berwang in de Lechtaler Alpen in de Oostenrijkse deelstaat Tirol. De top van de berg is makkelijk te bereiken vanuit het op 1262 meter hoogte gelegen Rinnen. In de winter is het een van de meest geliefde bergen voor ski- en sneeuwschoentochten.